# Lei de Hick
A lei de Hick ou lei de Hick–Hyman, formulada por William Edmund Hick e Ray Hyman, descreve o tempo que uma pessoa leva para tomar uma decisão com base no número de opções possíveis a serem escolhidas: aumentar o número de opções vai aumentar o tempo de decisão logaritmicamente. Portanto, a lei de Hick diz respeito à capacidade cognitiva informacional em experimentos baseados em escolhas. O tempo levado para processar uma certa quantidade de bits na lei de Hick é convencionalmente chamado "taxa de ganho de informação".
A lei de Hick é às vezes citada para justificar decisões relativas à arquitetura de decisões. Por exemplo, para achar uma determinada palavra (i.e., o nome de um comando) numa lista de palavras aleatoriamente ordenada (i.e., um cardápio), ler cada uma das palavras é necessário, consumindo assim tempo linear, e nesse caso a lei de Hick não se aplica. No entanto, se a lista é alfabética e o usuário conhece o nome do comando, poderá então usar uma estratégia de subdivisão, que funciona em tempo logarítmico.

## Origem
Em 1868, a relação entre ter múltiplos estímulos e a reação da escolha foi registrada por Franciscus Donders. Em 1885, J. Merkel descobriu que o tempo de resposta é maior quando o estímulo pertence a um conjunto maior de estímulos. Psicólogos começaram a encontrar semelhanças entre esse fenômeno e a Teoria da Informação.
Hick começou sua pesquisa com essa teoria em 1951. Seu primeiro experimento envolveu 10 lâmpadas com chaves de Código Morse correspondentes. As lâmpadas se iluminavam aleatoriamente a cada cinco segundos. A reação da escolha foi registrada com um número de escolhas indo de 2 a 10 lâmpadas.
Hick realizou um segundo experimento baseado na mesma tarefa, mantendo o número de alternativas em 10. O participante realizou a tarefa nas duas primeiras vezes recebendo a instrução de realizá-la o mais precisamente possível. Na última tarefa, pediu-se ao participante que a realizasse o mais rápido possível.
Enquanto Hick preoupou-se com a relação logarítmica entre tempo de reação e número de escolhas, Hyman se propôs a entender melhor a relação entre tempo de reação e a média do número de escolhas. No experimento de Hyman, havia oito focos luminosos diferentes organizadas numa matrix de seis por seis. Cada uma dessas luzes recebeu um nome e foi registrado o tempo que o participante demorava para dizer o nome da luz depois de esta ser acesa. Hyman contribuiu para determinar uma relação linear entre tempo de reação e a informação transmitida.

## Lei
Sendo n as alternativas igualmente prováveis de escolhas, o tempo médio T para a escolha dentre as alternativas é aproximadamente:
{\displaystyle T=b\cdot \log _{2}(n+1)}
onde b é uma constante que pode ser determinada empiricamente ao ajustar uma linha a dados coletados. O logaritmo expressa a profundidade da hierarquia de "árvore de escolha" – log2 indica a pesquisa binária que é realizada. A adição de 1 a "n" considera a "incerteza sobre responder ou não, além da sobre a resposta a dar"."
No caso de escolhas com probabilidades desiguais, a lei pode ser generalizada como:
{\displaystyle T=bH}
onde H está fortemente associado à entropia da decisão, definida como:
{\displaystyle H=\sum _{i}^{n}p_{i}\log _{2}(1/p_{i}+1)}
onde pi diz respeito à probabilidade de a alternativa i denotar a entropia da informação.
A lei de Hick é similar em sua forma à lei de Fitts. A lei de Hick tem uma forma logarítmica porque as pessoas subdividem o conjunto de total de escolhas em categorias, eliminando aproximadamente metade das escolhas remanescentes em cada etapa, em vez de considerar cada uma das escolhas separadamente, o que exigiria tempo linear.

### Relação com QI

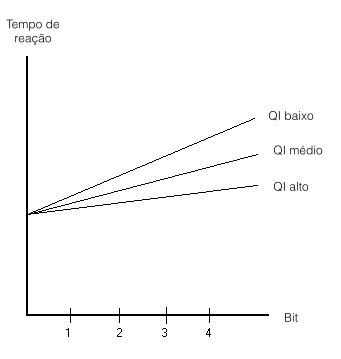
Aplicação de Roth à lei de Hick.
"Bit" é a unidade de log_{2}(n)

E. Roth (1964) demonstrou a correlação entre QI e velocidade de processamento de informação, a recíproca da inclinação da função:
{\displaystyle {\text{Tempo de reação}}={\text{Tempo de Movimento}}+{\frac {\log _{2}(n)}{\text{Velocidade de Processamento}}}}
onde n é o número de opções. O tempo que se toma para chegar a uma decisão é:
{\displaystyle {\text{Velocidade de Processamento}}\cdot \log _{2}(n)}

## Compatibilidade estímulo-resposta
Sabe-se que a compatibilidade estímulo-resposta também afeta o tempo de reação à escolha na lei Hick-Hyman. Isso significa que a resposta será similar ao próprio estímulo (como virar o volante para virar as rodas de um carro). A ação que o usuário realiza é similar à resposta que o motorista recebe do carro.

## Exceções à lei de Hick

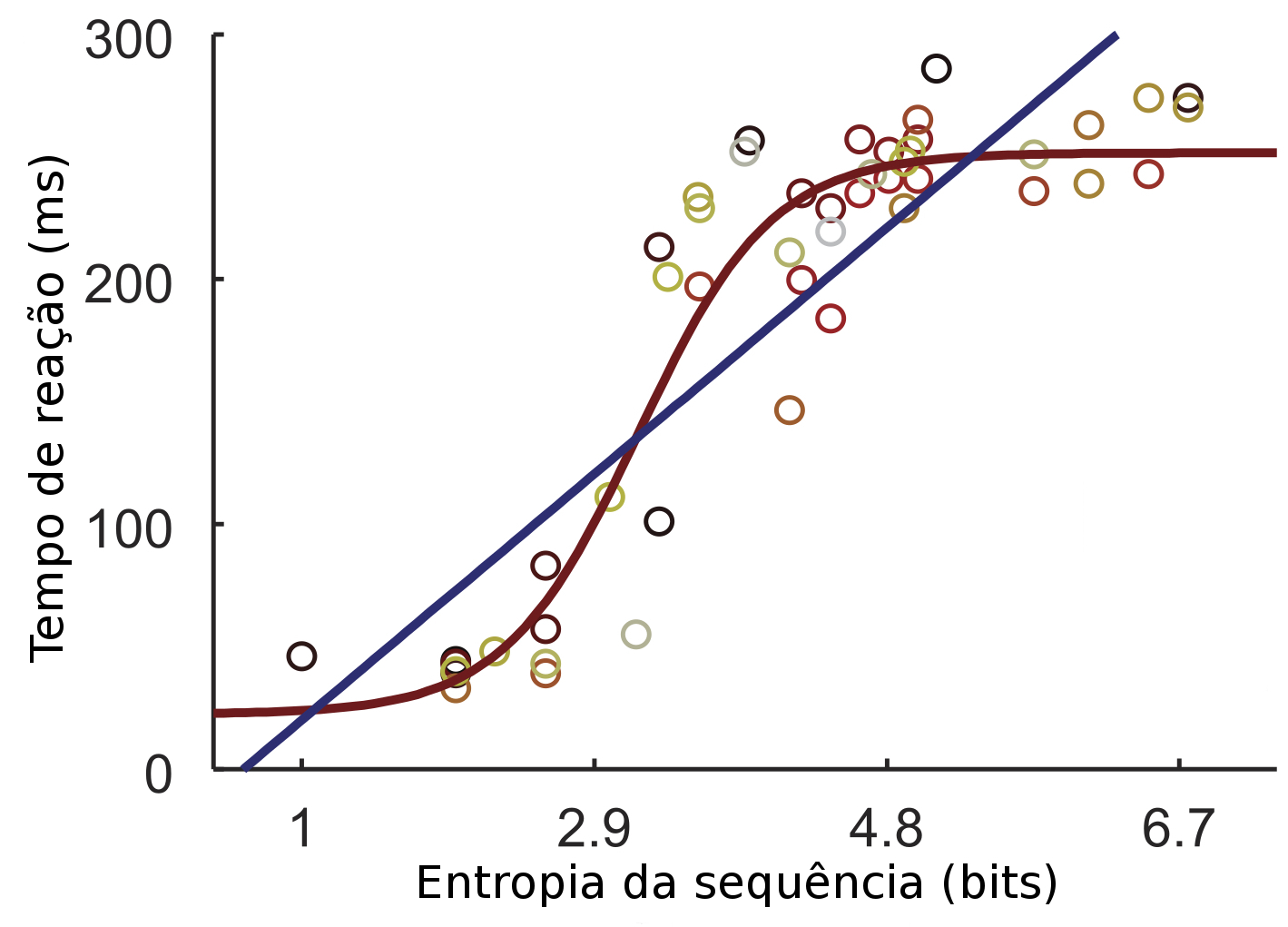
A função sigmoide representa melhor do que a linear a relação entre previsibilidade e tempo de reação.

Estudos sugerem que a busca de uma palavra dentro de uma lista ordenada aleatoriamente – em que o tempo de resposta aumenta linearmente com o número de itens – não permite a generalização da lei, pois, em outras condições, o tempo de reação pode não se relacionar linearmente com o logaritmo do número de elementos ou mesmo apresentar outras variações do plano básico.
Exceções à lei de Hick foram provadas em estudos sobre a resposta verbal a estímulos familiares, em que há ausência de relação ou  aumento sutil do tempo de reação associado ao aumento do número de tentativas, e respostas sacádicas, em que foi mostrado haver ou ausência de relação ou redução do tempo para sacada com o aumento do número de elementos, aliás um efeito antagônico ao postulado pela lei de Hick.
A generalização da lei de Hick foi também testada em estudos sobre a previsibilidade de transições associadas ao tempo de resposta a elementos estruturados em sequência. Esse processo foi inicialmente descrito como de acordo com à lei de Hick, mas, mais recentemente, foi mostrado que a relação entre previsibilidade e tempo de reação é sigmóide e não linear, associado a diferentes modos de ação.